# Séminaire Saint-Pierre-et-Saint-Paul
Le séminaire Saint-Pierre-et-Saint-Paul est un séminaire de l’Église catholique situé à Dili au Timor oriental. Il s’agit du seul grand séminaire du pays.
L’enseignement se fait désormais en portugais et en tetum, alors qu’avant l’indépendance, celui-ci se faisait en indonésien.
En 2006, le séminaire a accueilli des réfugiés et déplacés en raison de la crise politique du pays.

## Anciens élèves ou professeurs
- Alberto Ricardo da Silva fut recteur de 2000 à 2004, avant de devenir archevêque de Dili.